# Ys (Il Balletto di Bronzo)
Ys è un concept album del Balletto di Bronzo, pubblicato nel maggio del 1972.

## L'album
Dopo il primo album Sirio 2222, il Balletto cambia formazione, ed agli originari Lino Ajello (chitarra) e Gianchi Stinga (batteria) si unisce il giovanissimo tastierista Gianni Leone (ex Città Frontale).
Grazie a lui c'è un repentino cambio di rotta stilistico: dall'hard-rock si passa ad un sound oscuro e complesso, che assorbe progressioni strumentali di notevole spessore. Leone si erge a figura catalizzatrice nella creazione dell'album-concept, con la sua personalità anticonformista e la sua tecnica, ispirata a Keith Emerson, anche nel look.
Il protagonista del concept è un uomo, l'ultimo rimasto sulla Terra, che compie un viaggio allucinante in tre incontri, prima di scomparire tragicamente nel buio, come fu per la mitica isola di Ys, inghiottita dalle acque.
Alla formazione si aggiunge anche il bassista romano Vito Manzari. Un coro di voci sussurrate funge da suggestiva eco in Introduzione. In questo coro c'è anche Giusy Romeo (poi nota come Giuni Russo) e il duo La Metamorfosi (le sorelle Rosanna e Flavia Baldassari).
Leone canta La voce narrò all'ultimo che sul mondo restò la vera realtà, e poi comandò di andare tra i suoi a dire la verità. Dissonante e articolato Primo incontro, che si erge fra continui stacchi ed un dualismo batteria-tastiere davvero pregevole.
Il lato B del vinile si apre con Secondo incontro, una raffinata danza che racchiude nel testo una riflessione sulla vecchiaia e la morte.
Terzo incontro ed Epilogo si avviano ad una fosca conclusione, che si concretizza con le lapidarie parole E buio fu.
Ancora oggi Gianni Leone, nei suoi concerti, esegue integralmente la suite dell'album, con applaudite performance in Giappone, Messico e Cile.
Sulla copertina dell'album (che raffigura in quattro pose diverse, tratte da una rappresentazione del balletto Messalina, l'attrice teatrale dell' '800 Maria Nencioni), i testi e le musiche sono attribuiti a Nora Mazzocchi, zia dell'ex cantante Mario Cecioni, all'epoca unica ad essere iscritta alla SIAE: in realtà le musiche sono state composte quasi interamente da Gianni Leone, mentre i testi sono di Daina Dini.

## Tracce
Lato A
1. Introduzione – 11:08
2. Primo incontro – 7:58

Lato B
1. Secondo incontro – 7:28
2. Terzo incontro – 9:00
3. Epilogo – 2:06

Edizione CD del 1995, pubblicato dalla Polydor Records (POCP-2368)
1. Introduzione – 11:22
2. Primo incontro – 7:16
3. Secondo incontro – 7:39
4. Terzo incontro – 9:28
5. Epilogo – 2:02
6. La tua casa comoda – 3:45 – Bonus Track
7. Donna Vittoria – 3:13 – Bonus Track

## Formazione
- Gianni Leone - voce, organo hammond, pianoforte, mellotron, sintetizzatore moog, spinetta, celesta, tastiere
- Lino Ajello - chitarra
- Vito Manzari - basso
- Gianchi Stinga - batteria
- Daina Dini - testi
- Franco Sala - tecnico del suono